# Verin Khotanan
Verin Khotanan là một đô thị thuộc tỉnh Syunik, Armenia. Dân số ước tính năm 2011 là 203 người.